# Vlaknasta bjelančevina
Vlaknaste bjelančevine (fibrilarni proteini) su jedna od triju vrsta bjelančevina, uz globularne i membranske bjelančevine. Vlaknasta su odnosno nitasta oblika.
U njih spadaju keratin, kolagen, elastin, fibroin i miozin. Uloga im je zaštita i potpora, tvorba vezivnog tkiva, tetiva, kostiju i mišićnih vlakana. Keratin je u kosi, noktima, rogovima, perju, kolagen u tetivama, fibroin u svili, miozin u mišićima. Ove strukturne bjelančevine nalaze se u animalnom tkivu, netopljive u vodi.
Vlaknaste bjelančevine ne denaturiraju se lako kao globularne bjelančevine.

## Vanjske poveznice
- Scleroproteins